# Ahmad Al-Hasan Al-Yamani
Ahmed Al Hasan (en árabe: احمد الحسن), se proclamó el Primero de los 12 Mahdis anunciados por Mahoma, además de Mensajero y Sucesor del Imán Mahdi, Al Yamani, y Mensajero de los profetas Jesús y Elías. Nació en 1968 en Basora, ciudad en el sur de Iraq. Eligió su nombre "Al Hasan". En una entrevista concedida en 2007, dijo que completó sus estudios académicos y se graduó con una licenciatura en Ingeniería Civil. Afirmó haber visto al duodécimo imán, el Imán Al Mahdi, varias veces ordenándole inscribirse en la Hauza Ilmiya, un Instituto Religioso de Náyaf, Iraq, lo cual hizo. Después de sus intentos de reformar su centro de estudios, Ahmed Al Hasan decidió aislarse en su casa sintiéndose perseguido por las autoridades religiosas de la Hauza, por exponer la corrupción dentro de ella.

## Reformas iniciadas mientras estaba en la Hauza
Mientras estudiaba en la Hauza, Ahmed Alhasan inició varias reformas basadas en tres áreas:

### Reforma científica
Primero Ahmed escribió un libro llamado "El yermo o el camino a Dios" y fue bien recibido. El jeque Muhammad Al-Yaqubi quedó muy impresionado por este libro y decidió reeditarlo.
Segundo, las discusiones y charlas con los estudiantes de la Hauza para tomar conciencia de los desórdenes científicos existentes.

### Reforma práctica
Ordena las buenas acciones y prohíbe las malas. Como ejemplo Ahmed AlHasan habló abiertamente y criticó el acto de Saddam Husein de escribir el Corán con su sangre, este es un acto prohibido en el islam porque considera que la sangre es impura. Ahmed Alhasan dijo no haber tenido apoyo en la Hauza para ayudarlo, porque estaban asustados de Saddam Husein y mantuvieron el silencio.
Respecto a esto, la Hauza ha sido criticada por nepotismo por el Sayed Ammar Makshawani. Ammar dice que la postura en la Hauza fue recibida acorde a la jerarquía basada en el nepotismo y que los estudiantes de la Hauza que están en esta jerarquía tienen niveles de vida mucho más altos.

### Reforma financiera
Esta fue la última reforma que intentó antes de anunciar públicamente su llamado religioso. Intentó modificar la discriminación contra la gente pobre ya que la mayoría del dinero que entraba a la Hauza circulaba solo entre la Hauza. Entre los clérigos involucrados estaba el Sayed As Sistani, el Sayed Muhammad Said Al Hakim y el Sheij Muhammad Ishaq Al Faiad. El clérigo que más respondió fue el jeque Al Iaqubi que admitió la corrupción financiera y dijo "necesitábamos reforma financiera". Ahmed Alhasan dijo "demasiados pocos resultados alcanzamos al fin".
El Sayed Ammar Makshawain ha dicho públicamente que se necesitaba reforma financiera en la Hauza y cómo el Jums, que es una caridad dada cada año por los seguidores chiíes, carecía de transparencia de en dónde se usaba. También criticó los gastos básicos en enseñanza tales como la traducción de libros chiíes fundamentales y la creación de nuevas instituciones de enseñanza.

## Llamado religioso
Ahmed Alhasan inició primero su llamado religioso en privado y más tarde lo anunció públicamente después de las reformas en la Hauza y durante los últimos años del gobierno de Saddam:
El objetivo de mi mensaje es el objetivo de los Profetas, Noé, Abraham, Moisés, Jesús y Mahoma, el cual es esparcir el verdadero monoteísmo con el que Dios se satisface, y para que la tierra sea llena de paz y de justicia después de que ha sido llena con opresión e injusticia.

## Afirmaciones de Ahmed Alhasan
Ahmed Alhasan afirmó, "Yo soy el Mensajero del Imán Al-Mahdi y soy su Sucesor, soy el primero de los doce Mahdis de los hijos del Imán Al-Mahdi."

### Libros
- La Lucha (Yihad) es la Puerta del Paraíso Archivado el 26 de marzo de 2016 en Wayback Machine.
- Carta de Guía (enlace roto disponible en Internet Archive; véase el historial, la primera versión y la última).
- Concejo para los estudiantes de las Hawzas Académicas y para todos aquellos que buscan la verdad Archivado el 28 de marzo de 2016 en Wayback Machine.
- Alegorías Volumen 1 (enlace roto disponible en Internet Archive; véase el historial, la primera versión y la última).
- Aclaraciones de los Llamados de los Mensajeros (as) Parte I Archivado el 26 de marzo de 2016 en Wayback Machine.
- Sucesor y Mensajero del Imâm Al-Mahdî en la Torá, la Biblia y el Corán (enlace roto disponible en Internet Archive; véase el historial, la primera versión y la última).
- Por la Supremacía de Dios y no la Supremacía de los Hombres (enlace roto disponible en Internet Archive; véase el historial, la primera versión y la última).
- Interpretación de un versículo de la Sura Yûnus (enlace roto disponible en Internet Archive; véase el historial, la primera versión y la última).
- La Profecía Sellada Archivado el 4 de abril de 2016 en Wayback Machine.
- El Viaje de Moisés (as) a la Conjunción de los Dos Mares (enlace roto disponible en Internet Archive; véase el historial, la primera versión y la última).
- El Desierto o El Camino a Allah Archivado el 26 de marzo de 2016 en Wayback Machine.
- La Respuesta Esclarecedora A Través Del Éter Archivado el 27 de marzo de 2016 en Wayback Machine.
- El Becerro (enlace roto disponible en Internet Archive; véase el historial, la primera versión y la última).

## Facebook
El Imán Ahmed Alhasan inauguró su página de Facebook el 12 de diciembre de 2012: https://web.facebook.com/Ahmed.Alhasan.10313.
Asimismo los Ansar (seguidores) del Imán Al-Mahdi abrieron páginas:
- en inglés: https://web.facebook.com/AhmedAlhasanEnglish.10313,
- español: https://web.facebook.com/AhmedAlhasanEspanol.10313,
- francés: https://web.facebook.com/Ahmed.Alhasan.10313.fr
- farsi: https://web.facebook.com/ansar.ahmed.alhasan.farsi

y otros.

## Controversias entre los chiíes
El Yamani es una de las señales mayores esperada por los musulmanes chiíes antes de la Aparición del duodécimo imán, el Mahdi. Los clérigos chiíes que fueron informados sobre el Llamado de Ahmed Alhasan lo condenaron ampliamente y emitieron las correspondientes fatuas catalogando a Ahmed Alhasan como un "mentiroso". Los eruditos musulmanes chiíes, como el jeque Ali Al-Kurani y el jeque Yalal Ad Din Ali As Sagir, expresaron en numerosos canales de televisión sus opiniones negativas de las afirmaciones de Al-Hasan. Ahmed Alhasan desafió a los eruditos a un debate público o a recurrir a la Mubahala (una oración ritual en la que las dos partes que disputan piden la maldición de Dios para el mentiroso). y todos continúan sin responder a su propuesta. Sin embargo, el jeque Al-Kurani sostuvo que en realidad él había arreglado una Mubahala pero ni Ahmed ni ninguno de sus seguidores apareció.

## La controversia de la Batalla de Nayaf
Poco después de los choques de la Batalla de Nayaf que tuvo lugar en enero del 2007, muchas fuentes informaron que Ahmed Alhasan estaba involucrado basados en lo que informaron los canales de televisión iraquíes. El New York Times informó sobre una conferencia, la cual supuestamente era para aclarar los enfrentamientos, en que los funcionarios iraquíes dijeron que era el grupo llamado los Soldados del Cielo (Yund As Samâ') y que su líder era Ahmed Ismail Katte. El artículo del NY Times afirmó más tarde que su nombre era Ahmed Alhasan el Yamani. Sin embargo, otros informes dicen que el líder de los Soldados del Cielo es Diîâ' Abdul Zahra, que Ahmad Al-Hasan no tiene ninguna conexión con los Soldados del Cielo y que sus seguidores son conocidos como Ansar Al-Imam Al-Mahdi. Además de esto, el gobierno iraquí ha informado que los clérigos shi'as parecen haber confundido a estos dos hombres.
Esta diferencia en las informaciones es resumida por el Dr. Timothy Furnish quien escribió en su página web mahdiwatch.org, "Los funcionarios de seguridad dicen que los Ansar Ahmed [Alhasan] el Yamani y el Yund As-Samâ' [Soldados del Cielo] son uno y el mismo, mientras que el Ministro de Seguridad Nacional Shirwan Al Waili niega cualquier relación entre los dos [grupos]."
Ahmed Alhasan y los Ansar, miembros del grupo Ansar del Imán Al-Mahdi, negaron cualquier vinculación con estos enfrentamientos y tener algún vínculo con el grupo Soldados del Cielo.
Hasan bin Muhammad Ali Alhammami (hijo del último Marÿa Sayed Muhammad Ali Musaqi Alhammami) afirmó que los Soldados del Cielo eran liderados por Diîâ' [Abduz Zahra] Al Qara'wi quien rechaza a los 12 imanes chiíes y que afirma que él es el mismo duodécimo imán.

## Apariciones en la televisión nacional de seguidores de Ahmed Al Hasan
Apariciones en Safa TV (en árabe), canal de televisión egipcio:
- Durante el Ramadán del año 2011, un debate fue trasmitido en el canal de televisión de Egipto, Safa TV (árabe) entre el seguidor de Ahmed Alhasan, el Dr. Ahmad Shouqi y el jeque suní salafista Jalid Al Wasabi. Hubo 22 días consecutivos de debate, comenzando el tercero de Ramadán.[19]
- Durante el Ramadán del año 2010, un debate fue trasmitido en Safa TV entre el seguidor de Ahmed Alhasan, Abdul al Âl Salima y el jeque salafí Ar Ar'ur. Hubo 18 días seguidos de debate empezando el primero de Ramadán.[20]

## Posteriormente
Para abril de 2019, se desconocía el paradero de Al- Hassan.

## Sitios en Internet
(varios idiomas) www.saviorofmankind.com

- (árabe) www.theyamani.net
- (español) www.ansarallah.org Archivado el 9 de mayo de 2019 en Wayback Machine.
- (árabe) - Sitio Oficial www.almahdyoon.org/
- (inglés) www.forum.the-savior.com/
- (inglés) www.saviorofmankind.com/
- (francés) www.le-consolateur.com/
- (persa) www.mahdyeen.org/
- (persa) www.ir.mahdyeen.org/
- (persa) www.test.yamaani.com/
- (persa) www.12mahdioon.wordpress.com/
- (urdú) www.pakistanis-for-yamani.com/